# 利馬尼夫卡 (洛佐瓦區)
48°56′26″N 36°16′30″E / 48.94056°N 36.27500°E
利马尼夫卡（烏克蘭語：Лиманівка），2024年9月前名为帕纽季诺，是位於烏克蘭東部的鎮，由哈爾科夫州洛佐瓦區的洛佐瓦市鎮負責管轄。該鎮始建於1869年，面積5.52平方公里，海拔高度172米，2024年人口3,000，人口密度每平方公里1,612.32人。
2024年9月19日，乌克兰最高拉达将此镇的名字改为利马尼夫卡。